# Roger Lion
Roger Lion nascut Roger Juda (Troyes, 27 de setembre de 1882 — 7è districte de París, 27 de novembre de 1934) va ser un director de cinema francès que va treballar a Portugal entre 1922 i 1924, contractat per la productora Fortuna Films. Va estar actiu des del 1917, quan va fundar la Société des Auteurs de Films al 1933.
També va ser poeta, guionista i productor. Va conèixer alguns dels millors artistes de l’època y va treballar amb els francesos Georges Pallu i Maurice Mariaud, a l’italià Rino Lupo, pel llançamen del cinema a Portugal. Estava casat amb l’actriu Gil Clary.

## Filmografia
- 1912 : L'Agence Cacahouète
- 1914 : La Petite Bretonne
- 1915 : À qui la femme?
- 1916 : Sacré Joseph
- 1916 : L'Enlèvement de Vénus
- 1916 : Dranem amoureux de Cléopâtre
- 1916 : Français!... N'oubliez jamais!
- 1916 : Erreur judiciaire
- 1916 : Les Deux Gifles
- 1917 : Quand Madelon
- 1917 : Ma femme est folle
- 1917 : Le Prince Plouf
- 1918 : Pour faire plaisir
- 1918 : La Flamme cachée
- 1919 : Dagobert le fils à son père
- 1921 : L'Éternel féminin
- 1923 : A Sereia de Pedra
- 1923 : Os Olhos da Alma
- 1924 : La Fontaine des amours
- 1924 : Aventuras de Agapito
- 1924 : J'ai tué
- 1925 : La Clé de voûte
- 1926 : Jim la Houlette, roi des voleurs
- 1926 : Les Fiançailles rouges
- 1927 : Le Chasseur de chez Maxim's
- 1928 : La Venenosa
- 1929 : Un soir au cocktail's bar (migmetratge)
- 1929 : L'Appel de la chair
- 1929 : Amour de louve
- 1930 : Messaoud Habib
- 1930 : Marius à Paris
- 1930 : La Raïs
- 1930 : La place est bonne! (moyen métrage)
- 1930 : La Fille de Roland
- 1930 : Grégor et ses Grégoriens (curtmetratge)
- 1930 : Eau, gaz et amour à tous les étages (curtmetratge)
- 1930 : La nuit est à nous
- 1931 : Y'en a pas deux comme Angélique
- 1931 : Le Lit conjugal (curtmetratge)
- 1931 : Allô... Allô... (moyen métrage)
- 1932 : Ghanili Dour (curtmetratge)
- 1932 : Bouillabaisse (curtmetratge)
- 1932 : Direct au cœur
- 1933 : Le Coucher de la mariée
- 1933 : Trois Balles dans la peau